# Nekrvno srodstvo
U pravu i kulturnoj antropologiji, afinitet je srodnička veza nastala ili koja postoji između dvoje ljudi kao rezultat nečijeg braka. To je odnos koji svaka strana u braku ima prema odnosima drugog partnera u braku, ali ne obuhvata sam bračni odnos. Zakoni, tradicije i običaji koji se odnose na afinitet znatno variraju, ponekad prestaju smrću jednog od bračnih partnera preko koga se prati afinitet, a ponekad i razvodom bračnih partnera. Pored srodstva putem braka, „afinitet“ ponekad može uključivati i srodstvo po usvajanju ili pastorsko.
Za razliku od krvnog srodstva (konsangvinitet), koje može imati genetske posledice, afinitet je u suštini društveni ili moralni konstrukt, ponekad praćen pravnim posledicama.
U zakonu, afinitet može biti relevantan u odnosu na zabrane incestuoznih seksualnih odnosa i u vezi sa tim da li je određenim parovima zabranjeno da stupe u brak. Koje veze su zabranjene razlikuju se od jurisdikcije do jurisdikcije i vremenom se menjalo. U nekim zemljama, posebno u prošlosti, zabranjeni odnosi bili su zasnovani na verskim zakonima. U drugim zemljama, zabrana seksualnih odnosa između osoba u vezi afiniteta može se izraziti u smislu stepena veze. Stepen afiniteta se smatra istim kao i krvno srodstvo kada je par spojen, tako da je, na primer, stepen afiniteta muža prema snaji dva, isti kao što bi žena bila prema svojoj sestri na osnovu krvnog srodstva. Stepen za ženinog roditelja ili deteta je jedan, a za tetku ili nećaku tri, a prvog rođaka četiri. Mada su usvajanja i pastorstva slučajevi afiniteta, oni se obično tretiraju kao konsangvinitet.

## Terminologija
Po zakonu, srodnici po braku su poznati kao afini.

## Primeri
U Južnoj Africi su seksualni odnosi zabranjeni u okviru prvog stepena afiniteta, odnosno kada je jedna osoba direktni predak ili potomak supružnika druge osobe.
Brazilski zakon, članom 1521 Građanskog zakonika, takođe proširuje invalidnost braka između roditelja i dece na bake i deke i unuke ili bilo koju drugu vrstu ascendentno-potomskog odnosa (krvnog srodstva i usvojitelja), tazbine i dece nakon razvoda ranijeg para, kao što su očusi i pastorci, i bivšim supružnicima usvojioca koji je to učinio jednostrano (smatra se kao ekvivalent, u porodicama nastalim usvajanjem, očuhima i pastorcima); i proširuje invalidnost braka između braće i sestara na biološke rođake i sestre.
Na Havajima su seksualna penetracija i brak zabranjeni unutar bliskih stepena afiniteta i kažnjivi su sa do 5 godina zatvora.
U Mičigenu, seksualni kontakti između osoba koje su povezane „krvnom ili srodnošću do trećeg stepena“ se terete kao krivično delo seksualnog ponašanja u 4. stepenu i kažnjive kaznom od 2 godine ili novčanom kaznom do 500 dolara ili oboje.
In New Jersey, sexual contact is prohibited when the actor is "related to the victim by blood or affinity to the 3rd degree" and the victim is at least 16 but less than 18 years old.

## Literatura
- Haviland, William A.; Prins, Harald E.L.; McBride, Bunny; Walrath, Dana (2011). Cultural Anthropology: The Human Challenge (13th изд.). Cengage Learning. ISBN 978-0-495-81178-7.
- Baten, Joerg; de Pleijt, Alexandra M. (2018). „Girl power Generates Superstars in Long-term Development: Female Autonomy and Human Capital Formation in Early Modern Europe”. CEPR Working Paper. 13348.
- Westermarck, Edward (2003-04-01). History of Human Marriage 1922 (на језику: енглески). Kessinger Publishing. ISBN 978-0-7661-4618-1.
- Westermarck, Edward (1936). The Future of Marriage in Western Civilisation (на језику: енглески). Books for Libraries Press. ISBN 978-0-8369-5304-6.
- Notes and Queries on Anthropology. Royal Anthropological Institute. 1951.
- Gough, E. Kathleen (1959). „The Nayars and the Definition of Marriage”. Royal Anthropological Institute of Great Britain and Ireland. 89 (1): 23—34. JSTOR 2844434. doi:10.2307/2844434.
- Gough, Kathleen (1968). „The Nayars and the Definition of Marriage”.  Ур.: Paul Bohannan & John Middleton. Marriage, Family and Residence. New York: Natural History Press.
- Leach, Edmund (децембар 1955). „Polyandry, Inheritance and the Definition of Marriage”. Man. 55 (12): 183. JSTOR 2795331. doi:10.2307/2795331.
- Bell, Duran (1997). „Defining Marriage and Legitimacy” (PDF). Current Anthropology. 38 (2): 237—54. JSTOR 2744491. S2CID 144637145. doi:10.1086/204606. Архивирано из оригинала (PDF) 24. 5. 2017. г. Приступљено 6. 4. 2013.
- Lung, Tang (2014). „Marriage of Inanna and Dumuzi”. World History Encyclopedia.
- Bellarmine, Robert (1847). „The fifteenth precept, on Matrimony”. The Art of Dying Well. Превод: John Dalton. Richardson and Son.
- Jones, Lucy; Mills, Sara; Paterson, Laura L.; Turner, Georgina; Coffey-Glover, Laura (2017). „Identity and naming practices in British marriage and civil partnerships” (PDF). Gender and Language. 11 (3): 309—35. doi:10.1558/genl.27916.
- Council of Trent (1829). „Part 2: Holy Matrimony”. The catechism of the Council of Trent. Превод: James Donovan. Lucas Brothers.
- Gillis, John R. (1985). For Better, for Worse: British Marriages, 1600 to the Present. Oxford University Press. ISBN 978-0-19-503614-5.
- The Council of Trent on Marriage by the Catholic Church
- „Legal Regulation of Marital Relations: An Historical and Comparative Approach – Gautier 19 (1): 47 – International Journal of Law, Policy and the Family”. Архивирано из оригинала 2005-12-17. г.
- Goody, Jack (1976). Production and Reproduction: A Comparative Study of the Domestic Domain. Cambridge: Cambridge University Press.
- Roes, Frans L. (1992). „The Size of Societies, Monogamy, and Belief in High Gods Supporting Human Morality”. Tijdschrift voor Sociale Wetenschappen. 37 (1).
- „The Demographics of Remarriage”. Pew Research Center’s Social & Demographic Trends Project (на језику: енглески). 2014-11-14. Приступљено 2021-06-28.
- Fox, Robin (1997). Reproduction & Succession: Studies in Anthropology, Law and Society. New Brunswick, NJ: Transaction Publishers.
- Simpson, Bob (1998). Changing Families: An Ethnographic Approach to Divorce and Separation. Oxford: Berg.
- Zeitzen, Miriam Koktvedgaard (2008). Polygamy: a cross-cultural analysis. Berg. ISBN 978-1-84520-220-0.
- Dupanloup I, Pereira L, Bertorelle G, Calafell F, Prata MJ, Amorim A, Barbujani G (2003). „A recent shift from polygyny to monogamy in humans is suggested by the analysis of worldwide Y-chromosome diversity”. J Mol Evol. 57 (1): 85—97. Bibcode:2003JMolE..57...85D. CiteSeerX 10.1.1.454.1662 . PMID 12962309. S2CID 2673314. doi:10.1007/s00239-003-2458-x.
- Ember, Carol R. (2011). „What we know and what we don't know about variation in social organization: Melvin Ember's approach to the study of kinship”. Cross-Cultural Research. 45 (1): 16—36. S2CID 143952998. doi:10.1177/1069397110383947.
- Zeitzen, Miriam Koktvedgaard (2008). Polygamy: A Cross-Cultural Analysis. Oxford: Berg. ISBN 978-1-84788-617-0.
- Fox, Robin (1997). Reproduction & Succession: Studies in Anthropology, Law, and Society. New Brunswick, NJ: Transaction Publishers.
- Starkweather, Katherine; Hames, Raymond (јун 2012). „A survey of non-classical polyandry”. Human Nature. 23 (2): 149—72. PMID 22688804. S2CID 2008559. doi:10.1007/s12110-012-9144-x. Архивирано из оригинала 23. 9. 2017. г.
- Starkweather, Katherine; Hames, Raymond (јун 2012). „A survey of non-classical polyandry”. Human Nature. 23 (2): 149—72. PMID 22688804. S2CID 2008559. doi:10.1007/s12110-012-9144-x.
- Levine, Nancy (1998). The Dynamics of polyandry: kinship, domesticity, and population on the Tibetan border. Chicago: University of Chicago Press.
- Wolf, Arthur P.; Durham, William H. (2004). Inbreeding, Incest, and the Incest Taboo: The State of Knowledge at the Turn of the Century. Stanford University Press. стр. 3. ISBN 978-0-8047-5141-4.
- Fareed, M; Afzal, M (2014). „Estimating the inbreeding depression on cognitive behavior: A population based study of child cohort”. PLOS ONE. 9 (10): e109585. Bibcode:2014PLoSO...9j9585F. PMC 4196914 . PMID 25313490. doi:10.1371/journal.pone.0109585 .
- Schneider, D. M. (1976). „The meaning of incest”. The Journal of the Polynesian Society. 85 (2): 149—169.
- White, L. A. (1948). „The definition and prohibition of incest”. American Anthropologist. 50 (3): 416—435. PMID 18874938. doi:10.1525/aa.1948.50.3.02a00020 .
- Schechner, R (1971). „Incest and culture: A reflection on Claude Lévi-Strauss”. Psychoanalytic Review. 58 (4): 563—72. PMID 4948055.

## Spoljašnje veze
- Affinity (In the Bible) an article from the Catholic Encyclopedia